# Luis de Beaumont, 1. Conde de Lerín
Luis de Beaumont, 1. Conde de Lerín, (* 1412; † 28. Mai 1462 in Madrid) war ein navarresischer Adliger. Er war Sohn von Carlos de Beaumont (und damit einer Angehöriger des navarresischen Königshauses Frankreich-Évreux) und Ana de Curton.
Er heiratete Juana de Navarra, eine uneheliche Tochter von König Karl III., der für beide 1424 die Grafschaft Lerín schuf. 1432 erbte er den gesamten Besitz seines Vaters in Navarra, Soule und Labourd, darüber hinaus den Titel eines Condestable de Navarra.
Luis de Beaumont war der Anführer der Adelsfraktion der Beaumonteses, die im Navarresischen Bürgerkrieg die Interessen Karl von Vianas gegen seinen Vater Johann II. von Aragón vertrat, nachdem dieser 1447 Juana Enríquez geheiratet hatte. 1450 beschlagnahmte der König seine Güter, 1451 geriet er in der Schlacht von Aibar in Gefangenschaft und blieb bis 1460 eine Geisel.

## Nachkommen
Aus seiner Ehe hatte er sieben gesicherte und drei vermutete Kinder:
- Luis II. (* wohl 1430; † hingerichtet 1508), 1462 2. Conde de Lerín, Markgraf von Huesca; ⚭ Lenore Bâtarde d’Aragón, uneheliche Tochter von Johann II., König von Aragón (Haus Trastámara), und Leonor de Escobar
- Carlos, Erzdechant in Pamplona
- Felipe († vor 1471), als Eremit
- Juan; ⚭ Luisa de Montreal d’Uturbie, Tochter von Juan und Maria, Herrin von Uturbie
- Juana; ⚭ Jean II., Herr und Baron von Luxe, † 1477
- Ana, Erzieherin von Kaiser Karl V.; ⚭ Luiz de Peralta, Herr von Valiero
- Guillen († nach 1466); ⚭ Violante de Gramont († nach 1466), Herrin von Monteagudo, Tochter von Florestan I., Herr von Bardos und Monteagudo, und Leonor Franger (Haus Dax)
- ? Enrique, Erzdechant zu Pamplona
- ? Teobaldo
- ? Maddalena; ⚭ Fernando de Alva